# Němčičky, Znojmo
Němčičky là một làng thuộc huyện Znojmo, vùng Jihomoravský, Cộng hòa Séc.